# Carabus creutzeri
Carabus creutzeri es una especie de coleóptero adéfago de la familia Carabidae. Habita en Europa central, se puede observar en el sur de Austria, Carintia y Tirol. También aparece en Eslovenia.